# Rąbczyn (przystanek kolejowy)
Rąbczyn – dawny przystanek kolejowy i stacja kolejowa w Rąbczynie na linii kolejowej nr 206, w województwie wielkopolskim.
Stacja obsługiwała bocznicę do przeładunku drewna.